# 豊橋市立富士見小学校
豊橋市立富士見小学校（とよはししりつ ふじみしょうがっこう）は、愛知県豊橋市富士見台2丁目にある公立小学校。

## 概要
- 富士見台1-6丁目が校区であり、公立中学校の進学先は豊橋市立高豊中学校である。
- 校舎は1976年に完成した住宅地「豊橋レイクタウン」内にある。当初は1985年に建設し開校する予定であったが、豊橋レイクタウンの人口が予測より急激に増加。1982年に住民からの新設校要望の陳情もあり、前倒しで開校している。
- 校名は公募で行われた。富士見は校地の当時の地名（豊橋市南大清水町字富士見）に因む。尚、豊橋には「富士見町」という地名があるが、校名とは関係性は無い[注釈 1]。
- 特色ある活動として、「リンゴ皮むき大会」がある[1]。これは刃物の正しい使い方を覚え、手先の器用さや集中力を養うことを目的とするもので、開校時から行われている[1] 。

## 沿革
- 1982年（昭和57年）6月 - 住民により、新設校要望の陳情が始まる。
- 1983年（昭和58年）
  - 6月 - 豊橋市議会の定例議会にて、新設校の設置が決定する。
  - 7月 - 校名が富士見小学校に決定する。
- 1984年（昭和59年）
  - 4月1日 - 豊橋市立大清水小学校から分離し、豊橋市立富士見小学校として開校。同時に大清水小学校校区は豊橋市立南稜中学校校区から豊橋市立高豊中学校校区に移る。
  - 4月3日 - 開校式を行う。
- 1985年（昭和60年）
  - 日付不明 - 住所表記が豊橋市南大清水町字富士見から豊橋市富士見台2丁目に変更される。
  - 12月8日 - 校歌制定。
- 1989年（平成元年）3月18日 - 南校舎増築竣工。
- 1993年（平成5年）6月19日 - 10周年記念航空写真撮影。
- 1994年（平成6年）
  - 5月22日 - 創立10周年記念式典挙行。
  - 9月29日 - 竜巻が校内を通過し、被害を受ける。
- 1995年（平成7年） - 屋上フェンスを改修。青少年赤十字に加盟。
- 1996年（平成8年） - 大型遊具ターザンランド設置。
- 1997年（平成9年） - 特殊学級（ひまわり）開設。保健室冷暖房機とプール温水シャワーを設置。
- 1998年（平成10年） - プール改修工事。夜間照明設置工事。
- 1999年（平成11年） - プール防風ネット設置。
- 2000年（平成12年） - コンピュータ室改修工事。
- 2001年（平成13年） - 学習用コンピュータ40台設置。
- 2003年（平成15年） - 運動場フェンス取り替え工事。
- 2004年（平成16年） - 体育館照明工事。
- 2005年（平成17年）
  - 時期不明 - プール改修工事。
  - 夏 - 愛知万博ベネズエラナショナルデイ式典参加。
- 2006年（平成18年）
  - 時期不明 - 富士見公園出入口に木戸設置。
  - 4月 - 2学期制開始。
- 2007年（平成19年） - 個人用パソコン支給。
- 2008年（平成20年） - バックネット補修。
- 2009年（平成21年）
  - 時期不明 - 体育館屋根塗装工事。太陽光発電パネル設置。
  - 9月 - 台風18号により、屋上フェンスと隣接公園出入口に被害が出た。
  - 時期不明 - 新型インフルエンザ大流行により、マラソン大会が中止となる。
- 2010年（平成22年） - 4階下手摺り取り替え工事。ブランコ安全策設置工事。運動場スピーカー取替工事。
- 2011年（平成23年） - 豊橋市内全小中学校の普通教室に扇風機設置。校庭フェンス補修工事。コンビネーション遊具補修工事。
- 2012年（平成24年） - 理科室配管工事。放送設備とトイレの補修工事。
- 2013年（平成25年） - 創立30周年を迎えた。南門設置工事。防犯カメラ設置工事。太陽光発電電池設置工事。
- 2014年（平成26年） - 運動場に新しい木製の大型遊具完成。第6学年に木の机と椅子が入る。校内インターフォン設置。鉄製コンビネーション遊具設置。校舎教室照明器具設置工事。
- 2015年（平成27年） - プール濾過器を取替、水道設置工事。職員室黒板取替補修とひまわり1組正面黒板張替補修の両工事。運動場に砂場設置。
- 2016年（平成28年） - ひまわり3・4組肢体不自由学級・弱視学級設置。第6学年教室の照明器具増設工事と校長室・職員室の照明器具LED管を交換。
- 2017年（平成29年）
  - 時期不明 - 学校沿革史（校長室壁面）の取り付け補修工事。
  - 時期不明 - 昼休み中に「ろうと雲」が学校南方で発生した為、児童が校舎に避難。
- 2018年（平成30年）
  - 7月 - 台風12号により、運動場外部スピーカー・南門門扉・駐車場に被害が出た。
  - 9月上旬 - 台風21号により、臨時休校の措置を採る。
  - 9月下旬 - 台風24号による大規模停電発生。
  - 時期不明 - ひかり回線切替工事。非常災害時用のマンホールトイレ設置。
- 2019年（平成31年・令和元年） - 北校舎児童用トイレ大規模改修。エアコン設置工事。
- 2020年（令和2年）
  - 3月2日 - 学校保健安全法二十条に基づき、この日から3月24日まで、臨時休校の措置を採る。
  - 4月 - 3学期制に復す。
  - 4月7日 - 学校保健安全法二十条に基づき、この日から5月24日まで、臨時休校の措置を採る。
  - 日付不明 - 防犯カメラ増設工事。

## 交通アクセス
- 豊鉄バスレイクタウン線「小学校西」バス停より徒歩約5分。

## 周辺施設
- 愛知県立豊橋南高等学校
- 学校法人小鳩学園富士見台幼稚園
- 豊橋富士見郵便局
- 豊橋南部浄水場
- 可知記念病院
- 岡崎信用金庫豊橋大清水支店
- 万場調整池
- ピアゴ大清水店